# Stéphane Bijoux
Pour les articles homonymes, voir Bijoux.
Stéphane Bijoux, né le 8 octobre 1970 à Saint-Denis (La Réunion), est un journaliste et homme politique français.

## Parcours professionnel
Dans les années 1990, Stéphane Bijoux est journaliste et présentateur du journal télévisé à Réseau France Outre-mer (RFO).
De 2001 à 2005, il est rédacteur en chef national des magazines d'information puis directeur de l'Information à RFO.
Puis de 2005 à 2009, il est rédacteur en chef de RFO Tahiti.[réf. nécessaire]

## Parcours politique
Stéphane Bijoux débute en politique à l'occasion des élections européennes de 2019. Candidat en dixième position sur la liste Renaissance, il est élu député européen,. Il siège au sein du groupe centriste Renew Europe.
Au Parlement européen, il est vice-président de la commission du Développement international, et est élu président de la délégation parlementaire Cariforum-UE (DCAR),.  

## Décorations
- Chevalier de la Légion d'honneur (2024)[7]